# Dowty
La Dowty Rotol fu una società di ingegneria con base a Staverton, Gloucestershire, specializzata nella costruzione di eliche e componenti. Dopo una serie di cambi di proprietà, la Dowty Rotol fu acquisita dalla General Electric come parte della GE Aviation.

## Storia

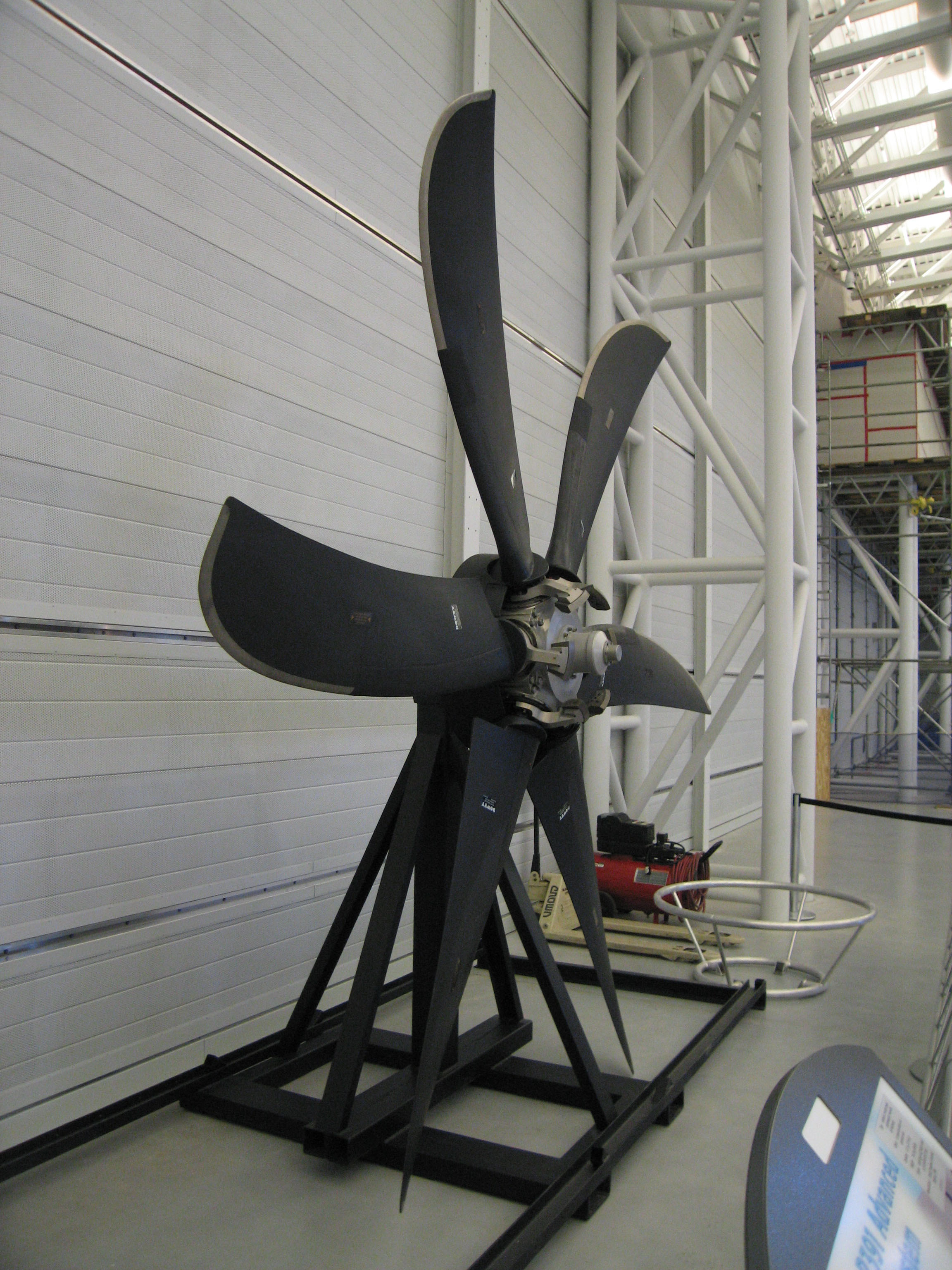
Un'elica Dowty modello R391

La compagnia venne fondata con il nome di Rotol Airscrews nel 1937 da Rolls-Royce e Bristol Engines per acquisire il reparto di progettazione di eliche di entrambe le società, il mercato era diventato infatti troppo piccolo per dare spazio a più di una società che operasse in questo settore. Il nome era una contrazione di "RO-lls-Royce" e "Bris-TOL", cioè Rotol. I prodotti della Rotol sono sempre stati considerati un bordo d'attacco, le loro eliche vennero infatti montate sugli Hawker Hurricane, sui Supermarine Spitfire ed altri aerei della seconda guerra mondiale. Alla fine della guerra la compagnia realizzò la prima elica a cinque pale che venne commercializzata, venne infatti utilizzata negli ultimi modelli dello Spitfire. Nel 1943 l'azienda cambiò nome da Rotol Airscrew Limited in Rotol Limited e nel 1953 acquisì la British Messier Limited, una società specializzata in carrelli d'atterraggio e idraulica.
Nel 1958 Bristol Aeroplane e Rolls-Royce accettarono di vendere la Rotol e la British Messier a Dowty Group. Dal 1959 Rotol e British Messier con Dowty Equipment e Dowty Fuel diventarono parte della nuova Dowty Aviation Division con sede a Cheltenham.
Nel 1968 la compagnia realizzò la prima elica in fibra di vetro ad entrare in produzione. 
Da allora preferì usare la fibra di carbonio e rimase fino ad oggi un leader nella progettazione di eliche.

## Operazioni
L'attuale linea di eliche della Dowty, ovvero la GE, è usata in molti aerei regionali turboelica, come il Dash 8Q400, il Saab 340 e il Saab 2000, così come viene utilizzata nei velivoli da trasporto turboelica come gli ultimi modelli del C-27J o del C-130J. Le eliche della Dowty possono anche essere trovate sui LCAC della US Navy e di altre forze militari. Il National Air and Space Museum Udvar Hazy Center, in Virginia, ha un modello di elica attualmente in mostra.